# Сенькинское сельское поселение (Марий Эл)
Сенькинское сельское поселение — муниципальное образование (сельское поселение) в составе Медведевского района Марий Эл Российской Федерации.
Административный центр поселения — деревня Сенькино.

## История
Статус и границы сельского поселения установлены Законом Республики Марий Эл от 18 июня 2004 года № 15-З «О статусе, границах и составе муниципальных районов, городских округов в Республике Марий Эл».

## Численность населения поселения
| 2010  | 2011  | 2012  | 2013  | 2014  | 2015  | 2016  |
| ----- | ----- | ----- | ----- | ----- | ----- | ----- |
| 1684  | ↗1687 | ↗1717 | ↘1710 | ↗1730 | ↘1685 | ↘1651 |
| 2017  | 2018  | 2019  | 2020  | 2021  | 2023  |       |
| ↘1630 | ↘1616 | ↘1613 | ↗1626 | ↗1689 | ↘1672 |       |

## Состав сельского поселения
В состав сельского поселения входят 2 посёлка и 3 деревни:
| № | Населённый пункт | Тип населённого пункта          | Население |
| - | ---------------- | ------------------------------- | --------- |
| 1 | Аэропорт         | посёлок                         | ↗314      |
| 2 | Дорожный         | посёлок                         | ↘536      |
| 3 | Какшансола       | деревня                         | ↘120      |
| 4 | Сенькино         | деревня, административный центр | ↗773      |
| 5 | Сосново          | деревня                         | ↘179      |